# Кристи, Нильс
Нильс Кри́сти (норв. Nils Christie; 24 февраля 1928, Осло, Норвегия — 27 мая 2015, Осло, Норвегия) — норвежский криминолог и писатель
, один из основателей аболиционизма в криминологии.

## Биография
Изучал социологию в университете Осло. В 1953 получил степень магистра социологии, представив работу об охранниках концлагерей. В 1960 получил ученую степень за работу в области молодежной преступности в Норвегии. В 1966 стал первым профессором криминологии в Норвегии.
Профессор Университета Осло, член Академии наук Норвегии и Швеции, член редакционного совета международного журнала «Теоретическая криминология» (Theoretical Criminology), в прошлом — директор норвежского Института криминологии и уголовного права Университета Осло, президент Скандинавского Совета по криминологии.
В 2001 году стал лауреатом премии норвежской организации Fritt Ord («Свободное слово»), присуждаемой за заслуги в области защиты свободы слова.

## Цитаты
- «Недавние исследования, посвященные концентрационным лагерям и ГУЛАГу, привели нас к новым важным идеям. Проблема не в том, как это могло случиться. Проблема скорее в том, почему это не случалось чаще, а также когда, где и как это произойдет в следующий раз»[4]
- «Война с наркотиками на практике вымостила дорогу войне с той частью населения, которая признана наименее полезной и потенциально наиболее опасной».[4]
- «Рост количества заключенных в России связан и с тем, что многие реформаторы с Запада призывают Россию бороться с преступностью, особенно с употреблением и распространением наркотиков, так же, как борются они сами…»[4]
- «Тюрьма — это деньги. Большие деньги. Строительство, оборудование. Деньги на содержание тюрьмы».[4]
- «Когда закончилась холодная война, военно-промышленный комплекс забеспокоился. Но долго это не продолжалось. Появился новый враг — враг в собственном доме».[4]
- «Холокост был всего лишь продолжением основной тенденции европейской колониальной политики… Атмосфера, в которой жил юный Гитлер, в которой жили все в Европе, была пронизана убеждением, что империализм есть биологическая необходимость, ведущая к неминуемому истреблению низших рас».[4]
- «По моим довольно мрачным предположениям, весьма значительная часть мужского населения низших классов может провести большую часть жизни в тюрьмах или лагерях. Я не утверждаю, что это неминуемо, но вероятность этого достаточно велика. У нынешней цивилизации нет гарантий против такого поворота событий. Напротив, мы видим энергичные начинания по изменению правового аппарата, по разработке идеологии „правосудия по заслугам“, по увеличению эффективности контроля, по увеличению количества заключенных».[4]
- «Правители, а в демократических странах — политики, всегда пытаются создать впечатление, что перед ними стоят рациональные задачи и утилитарность мышления важна и необходима. Мы, работники культуры, или, как сказали бы жители Восточной Европы, представители интеллигенции, выдвигаем противоположную задачу: разрушить этот миф и вернуть происходящее в сферу деятельности культуры».[4]

## Сочинения
- Кристи Н. Борьба с преступностью как индустрия: Вперёд, к ГУЛАГу западного образца? / Пер. с англ. А. Петрова, В. Пророковой. Ред. и автор примеч. Ю. Чижов. Предисл. Я. Гилинского. — 2-е изд. — М.: РОО Центр содействия реформе уголовного правосудия, 2001. — 224 с.
- В поисках чудовищ.
- Об опасностях сверхкриминализации.
- Опасные государства.
- Плотность общества.
- После бури. О рецессии.
- [www.lib.ru/PSIHO/KRISTI/odinochestwo.txt По ту сторону одиночества].
- Пределы наказания. — М.: Прогресс, 1984.
- Современное преступление.
- Удобное количество преступлений.
- Удобный враг. Политика борьбы с наркотиками в Скандинавии (в соавторстве с Кеттиль Бруун).
- Простые слова для сложных вопросов. — СПб.: «Алетейя», 2011. ISBN 978-5-91419-451-9
- Причиняя боль. Роль наказания в уголовной политике. — СПб.: «Алетейя», 2011. ISBN 978-5-91419-457-1
- Приемлемое количество преступлений. — СПб.: «Алетейя», 2011. ISBN 978-5-91419-367-3
- Реакция на злодеяния. От амнезии — к амнистии // Индекс/Досье на цензуру : журнал. — 2002.
- Примирение или наказание?  — Индекс/Досье на цензуру (18)2003: Евроремонт ГУЛАГА
- Охранники в концлагерях.